# Constantin Stanciu
Constantin Stanciu (n. 23 aprilie 1911 - ?) a fost un fotbalist român, care a jucat pentru echipa națională de fotbal a României la Campionatul Mondial de Fotbal din 1930 (Uruguay).

## Palmares
- Cupa Balcanică: 1929-1931
- Divizia A: 1929, 1932, 1934